# Promenons-nous dans les Bois
Promenons-Nous dans les Bois en Francia, Deep in the Woods en Norteamérica o En lo profundo del bosque en Argentina es una película de terror francesa del 2000. Dirigida por Lionel Delplanque y protagonizada por Clotilde Courau, Alexia Stresi, Clément Sibony, Denis Lavant y el primer actor François Berléand.

## Sinopsis
Un grupo de jóvenes actores son invitados a presentar su obra para el misterioso barón Fersen. A medida que los chicos se acercan a su reino en las profundidades de un espeso bosque, sus discusiones serán interrumpidas por inquietantes noticias radiofónicas sobre raptos salvajes y sangrientos asesinatos en la zona. Al llegar al castillo del barón, éste y su hijo parecen ser los únicos espectadores de una función que se convertirá en un fatal presagio.

## Elenco
- Marie Trintignant como la madre.
- Suzanne MacAleese como Pélagie.
- Maud Buquet como Mathilde.
- Alexia Stresi como Jeanne.
- Denis Lavant como Stéphane.
- Vincent Lecoeur como Wilfried.
- Michel Muller como el policía.
- François Berléand como Axel de Fersen (Barón de Fersen).
- Clotilde Courau como Sophie.
- Clément Sibony como Matthieu.
- Thibault Truffert como Nicolas.

## Aceptación pública
La película fue estrenada en Francia el 14 de junio de 2000 y ganó el premio a la "Mejor película fantástica europea" en el Festival de Cine de Sitges en ese mismo año en España. Recaudó un total de 145.320 dólares por su lanzamiento en Estados Unidos.
Su recepción en su país fue aceptable, la versión francesa de la revista FHM le dio a la película una calificación de cuatro estrellas de cinco, indicando que para un primer largometraje, fue "brillante".